# 迷宮サーカス
『迷宮サーカス』（めいきゅうサーカス）は、千之ナイフによる日本の漫画作品。単行本はぶんか社より出版された。オムニバス形式の漫画作品。

## 収録作品

### 迷宮サーカス
自分自身と引き換えに願いを叶える「迷宮サーカス」の列車に迷い込んだ少女。自分の知り合いがサーカスの見世物にされる中、少女までもがサーカスの見世物にされる。

### 透明少女
タレントスクールに通う美都は、下心から声をかけてくるプロデューサーや妬みから嫌がらせをしてくるライバルたち、自分を放っておいて遊び歩く母親などに嫌気がさし、誰の目にもうつらない透明な存在になってしまいたいと願う。その願いを叶えた迷宮サーカスは、翌日の夜12時に再び迷宮サーカスを訪れれば姿を返すと約束して消える。本当に透明になった美都は、ライバルやプロディーサーに復讐している間に12時を過ぎてしまい永遠に自分の姿を失ってしまう。その後美都は普段はメイクやウィッグで普通の人間になりすました後は、トイレでメイクを落とし透明になってまた夜の街に消えて行く。

### コロシアム
クラスの人気者矢戸と付き合えることになった彩子（さいこ）。しかし、数人の女子からいじめを受けノイローゼに陥る。そんなある夜彼女の守護天使を名乗るものが夢に現れ、「コロシアムの中の人間を出してはならない」という条件のもとで彼女に小さなコロシアムを授ける。目が覚めると、コロシアムが実際に彼女の眼の前にあり、中には彼女をいじめた女子が、パジャマ姿でいた。彩子はピンセットで、彼女たちが動かなくなるまで遊んだ。しかし、コロシアムは朝になってもまだあり、いじめた人物が行方不明なので、夢でないことが分かった。その日の夕方、いやになって街をぶらついていたら、矢戸がほかの女子と手を組んで歩いているところを見つけ、彩子はショックを受ける。部屋に帰ると矢戸とその女子がコロシアムの中にいるのが見つかった。2人はそこに入ってきた猫に食べられた。
そんな話を友人の香織にした彩子だったが、香織はその話を信用しなかった。めまいを覚えた香織が気がつくと、コロシアムの中にいた。

### 霊人形
親友の正美が亡くなり、栞が通夜に行くとそこには人形を抱えた正美の父親が。
その人形は正美が小学校の友達の形見分けでもらったものだった。
正美の父親はその人形を栞にもらって欲しいと言い、断りきれなかった栞はその人形を持ち帰る。
その人形を持ち帰ってから奇妙な出来事が起き始め、捨てても戻ってくる人形に恐怖する栞。
有名な霊能者が居ると聞いてその人形を持ち込むが、その人形の正体はある女の子の遺骨でできているというものだった。
次の日霊能者は人形に取り込まれ死亡、栞も生きたまま人形の世界に引きずり込まれる。
そこには遺骨を人形にされた女の子と今まで取り込まれて死んだ人たちが混ざり合ってるモノがあり、その中には死んだ親友の正美も顔も。
親友たちを助けるために人形の女の子が出した条件は、自分の親友になって欲しいということ。
その願いを叶えて親友たちを解放した栞は、現実世界でもその人形と常に一緒に居ることとなった。

### 赤魔術の少女
「一度死んだ人間が蘇ることがあるって信じる？」
そう言ってきた葉我洋子が自殺した。
クラスメイトたちは葉我の言うことは嘘だと言って由利も葉我のことを信じずに葉我について行かなかったことを後悔していた。
由利が帰宅したところ葉我から遺書とともに小さい壺が届いていたが、遺書を読むと葉我は死者が蘇るという赤魔術のために自殺したようだった。
由利はその遺書に従い赤魔術の礼拝堂にあるという壺に、届いた小さい壺の中身を流し入れるとその中身は血液。
次の日、赤魔術についての情報を集めていると血まみれの葉我の姿が。その後化け物となった葉我はクラスメイトや先生を惨殺、由利にも襲いかかる。飛び掛かられた由利は一緒にプールに落下するが、化け物となった葉我は水に溶けて消えてしまった。

### 妖虫
世間では、体が変形していく妖虫病が流行っている。主人公の学校の同級生が妖虫病にかかって隔離され、主人公もまた妖虫病にかかる。入院しているうちに妖虫病が実は病ではなく、人間という種の進化だということが分かる。研究に回されるのを厭った主人公は入院していた同級生とともに空を舞う妖虫に最も近い場所-主人公らが隔離されていた施設の屋上まで逃げた。そして彼女たちは人間の殻を破り、妖虫の仲間入りをするのだった。

## 書誌情報
単行本
ぶんか社より発行
ISBN 978-4821199402
電子書籍
本作のうち、「コロシアム」と「地獄家族」 が、Kindle向け電子書籍「ホラーシアター」Vol.2に収録された。

## 備考
『霊人形』、『コロシアム』、『妖虫』は文庫版『カマキリ女』にも収録されている。